# Sophronica improba
Sophronica improba är en skalbaggsart som först beskrevs av Francis Polkinghorne Pascoe 1858.  Sophronica improba ingår i släktet Sophronica och familjen långhorningar. Inga underarter finns listade i Catalogue of Life.